# Бет (Атлантски Пиринеји)
Бет (фр. Beuste) насеље је и општина у југозападној Француској у региону Аквитанија, у департману Атлантски Пиринеји која припада префектури По.
По подацима из 2011. године у општини је живело 507 становника, а густина насељености је износила 86,82 становника/km². Општина се простире на површини од 6 km². Налази се на средњој надморској висини од 244 метара (максималној 418 m, а минималној 233 m).

## Демографија
| 1962. | 1968. | 1975. | 1982. | 1990. | 1999. | 2011. |
| ----- | ----- | ----- | ----- | ----- | ----- | ----- |
| 395   | 436   | 440   | 442   | 505   | 553   | 507   |

График промене броја становника у току последњих година